# Bodotria iroensis
Bodotria iroensis is een zeekommasoort uit de familie van de Bodotriidae. De wetenschappelijke naam van de soort is voor het eerst geldig gepubliceerd in 1967 door Harada.